# Fußball-Landesklasse Mecklenburg 1946/47
Die Fußball-Landesklasse Mecklenburg 1946/47 war die erste Austragung der Fußball-Landesklasse Mecklenburg. Bereits ab 1945 kam es zu einzelnen Meisterschaften auf kommunaler Ebene, die Austragung einer Zonenmeisterschaft wurde jedoch untersagt. Ab 1946 erfolgte die Austragungen von Fußballmeisterschaften auf Landesebene. Die diesjährige Landesmeisterschaft wurde zuerst in den Landesteilen Mecklenburg und Vorpommern mit jeweils zwei Staffeln im Rundenturnier ausgespielt. Die beiden Staffelsieger aus Vorpommern ermittelten in zwei Entscheidungsspielen den Teilnehmer an der mecklenburgischen Endrunde. Die beiden Staffelsieger aus Mecklenburg waren ebenfalls für diese Endrunde qualifiziert. Die Staffeln waren zahlenmäßig unterschiedlich besetzt, mehrere Mannschaften trugen nur einen Teil der Spiele aus. Als erster Nachkriegsmeister setzte sich die SG Rostock-Süd durch.

## Teilnehmer
Da die Besatzungsmacht die bisherigen Fußballvereine verboten hatte, spielten neu gebildete Sportgemeinschaften und Sportgruppen (SG) um die Landesmeisterschaft. Laut dem DSFS hatten die Sportgemeinschaften folgende Vorgängervereine vor 1945:
| SG Greifswald       | Greifswalder SC         |
| SG Sundia Stralsund | TSV 1860 Stralsund      |
| SG Altentreptow     | SC Altentreptow         |
| SG Bergen           | VfL Bergen              |
| SG Barth            | SC Barth 1906           |
| SG Grimmen          | SpVgg Grimmen           |
| SG Torgelow         | VfB Torgelow 1921       |
| SG Strela Stralsund | SV Viktoria Stralsund   |
| SG Löcknitz         | SV Vorwärts Löcknitz    |
| SG Anklam           | Anklamer FC             |
| SG Demmin           | SV Viktoria 1936 Demmin |

| SG Rostock-Süd    | TS Kameradschaft 1899 Rostock  |
| SG Güstrow        | VfL Güstrow 1906               |
| SG Ribnitz        | Ribnitzer SV 1919              |
| SG Rostock-West   | TSG Rostock                    |
| SG Neubrandenburg | SC Neubrandenburg 1922         |
| SG Malchin        | FC Malchin 1919                |
| SG Teterow        | FC Vorwärts 1920 Teterow       |
| SG Schwaan        | Schwaaner SC Eintracht         |
| SG Warnemünde     | Warnemünder SV 1911            |
| SG Malchow        | VfL Malchow 1911               |
| SG Schwerin       | Schweriner FC 03               |
| SG Wismar-Süd     | FC Germania 1904 Wismar        |
| SG Neustadt-Glewe | WKG ADLERO 1919 Neustadt-Glewe |
| SG Parchim        | Parchimer SC 1913              |
| SG Ludwigslust    | SC Viktoria 1904 Ludwigslust   |
| SG Lübz           | Lübzer SV 1921                 |
| SG Grevesmühlen   | Grevesmühlener FV 1908         |
| SG Dömitz         | FC Dömitz 1906                 |
| SG Wismar-Ost     | SC Wismar 1905                 |
| SG Selmsdorf      | Selmsdorfer SV                 |

## Landesklasse Vorpommern

### Staffel A
| Pl. | Verein              | Sp. | S  | U | N | Tore    | Quote | Punkte |
| --- | ------------------- | --- | -- | - | - | ------- | ----- | ------ |
| 1.  | SG Greifswald       | 10  | 10 | 0 | 0 | 083:100 | 8,30  | 20:0   |
| 2.  | SG Sundia Stralsund | 7   | 4  | 1 | 2 | 018:320 | 0,56  | 09:50  |
| 3.  | SG Altentreptow     | 9   | 3  | 1 | 5 | 017:290 | 0,59  | 07:11  |
| 4.  | SG Bergen           | 7   | 3  | 0 | 4 | 014:220 | 0,64  | 06:80  |
| 5.  | SG Barth            | 9   | 2  | 1 | 6 | 022:400 | 0,55  | 05:13  |
| 6.  | SG Grimmen          | 8   | 1  | 1 | 6 | 005:260 | 0,19  | 03:13  |

### Staffel B
| Pl. | Verein              | Sp. | S | U | N | Tore    | Quote | Punkte |
| --- | ------------------- | --- | - | - | - | ------- | ----- | ------ |
| 1.  | SG Torgelow         | 8   | 7 | 0 | 1 | 026:600 | 4,33  | 14:20  |
| 2.  | SG Strela Stralsund | 8   | 6 | 0 | 2 | 024:800 | 3,00  | 12:40  |
| 3.  | SG Löcknitz         | 6   | 2 | 0 | 4 | 006:120 | 0,50  | 04:80  |
| 4.  | SG Anklam           | 6   | 2 | 0 | 4 | 007:290 | 0,24  | 04:80  |
| 5.  | SG Demmin           | 6   | 0 | 0 | 6 | 000:800 | 0,00  | 0:12   |

### Finale Vorpommern
Die SG Greifswald setzte sich in beiden Spielen durch und nahm als Vertreter Vorpommerns an der Fußballendrunde von Mecklenburg teil.
| Datum             |               | Ergebnis |               | Ort        |
| ----------------- | ------------- | -------- | ------------- | ---------- |
| 15. Dezember 1946 | SG Greifswald | 5:1      | SG Torgelow   | Greifswald |
| 29. Dezember 1946 | SG Torgelow   | 0:3      | SG Greifswald | Torgelow   |
| Gesamt:           | SG Greifswald | 8:1      | SG Torgelow   |            |

## Landesklasse Mecklenburg

### Staffel Ost
| Pl. | Verein            | Sp. | S  | U | N  | Tore    | Quote | Punkte |
| --- | ----------------- | --- | -- | - | -- | ------- | ----- | ------ |
| 1.  | SG Rostock-Süd    | 16  | 13 | 2 | 1  | 059:160 | 3,69  | 28:40  |
| 2.  | SG Güstrow        | 18  | 13 | 1 | 4  | 067:210 | 3,19  | 27:90  |
| 3.  | SG Ribnitz        | 17  | 9  | 3 | 5  | 037:270 | 1,37  | 21:13  |
| 4.  | SG Rostock West   | 14  | 6  | 2 | 6  | 017:250 | 0,68  | 14:14  |
| 5.  | SG Neubrandenburg | 14  | 3  | 7 | 4  | 022:290 | 0,76  | 13:15  |
| 6.  | SG Malchin        | 15  | 5  | 2 | 8  | 021:420 | 0,50  | 12:18  |
| 7.  | SG Teterow        | 16  | 5  | 1 | 10 | 045:510 | 0,88  | 11:21  |
| 8.  | SG Schwaan        | 13  | 3  | 3 | 7  | 016:250 | 0,64  | 09:17  |
| 9.  | SG Warnemünde     | 13  | 3  | 2 | 8  | 018:370 | 0,49  | 08:18  |
| 10. | SG Malchow        | 12  | 3  | 1 | 8  | 014:430 | 0,33  | 07:17  |

### Staffel West
| Pl. | Verein            | Sp. | S  | U | N  | Tore    | Quote | Punkte |
| --- | ----------------- | --- | -- | - | -- | ------- | ----- | ------ |
| 1.  | SG Schwerin       | 18  | 14 | 3 | 1  | 105:330 | 3,18  | 31:50  |
| 2.  | SG Wismar-Süd     | 17  | 10 | 5 | 2  | 052:230 | 2,26  | 25:90  |
| 3.  | SG Neustadt-Glewe | 17  | 11 | 1 | 5  | 053:480 | 1,10  | 23:11  |
| 4.  | SG Parchim        | 17  | 9  | 1 | 7  | 041:360 | 1,14  | 19:15  |
| 5.  | SG Ludwigslust    | 17  | 7  | 3 | 7  | 046:460 | 1,00  | 17:17  |
| 6.  | SG Lübz           | 16  | 7  | 1 | 8  | 053:580 | 0,91  | 15:17  |
| 7.  | SG Grevesmühlen   | 15  | 6  | 1 | 8  | 046:590 | 0,78  | 13:17  |
| 8.  | SG Dömitz         | 16  | 5  | 3 | 8  | 046:600 | 0,77  | 13:19  |
| 9.  | SG Wismar-Ost     | 17  | 2  | 2 | 13 | 024:590 | 0,41  | 06:28  |
| 10. | SG Selmsdorf      | 14  | 2  | 0 | 12 | 021:670 | 0,31  | 04:24  |

## Finalrunde
Die Finalrunde wurde vom 8. Juni 1947 bis 20. Juli 1947 ausgetragen, qualifiziert waren die Staffelsieger aus Mecklenburg und der Sieger der Finalspiele aus Vorpommern.
| 1947           | SG Rostock-Süd | SG Schwerin | SG Greifswald |
| -------------- | -------------- | ----------- | ------------- |
| SG Rostock-Süd |                | 3:3         | 3:2           |
| SG Schwerin    | 1:2            |             | 1:3           |
| SG Greifswald  | 0:5            | 4:6         |               |

| Pl. | Verein                                                       | Sp. | S | U | N | Tore    | Quote | Punkte |
| --- | ------------------------------------------------------------ | --- | - | - | - | ------- | ----- | ------ |
| 1.  | SG Rostock-Süd (Sieger Landesklasse Mecklenburg Staffel Ost) | 4   | 3 | 1 | 0 | 013:600 | 2,17  | 07:10  |
| 2.  | SG Schwerin (Sieger Landesklasse Mecklenburg Staffel West)   | 4   | 1 | 1 | 2 | 011:120 | 0,92  | 03:50  |
| 3.  | SG Greifswald (Sieger Vorpommern)                            | 4   | 1 | 0 | 3 | 009:150 | 0,60  | 02:60  |